# يوسف بن يعقوب الصفار
يُوسُف بن يَعْقُوب الصفار أَبُو يَعْقُوب الْكُوفِي. أحد رواة الحديث، مَاتَ سنة إِحْدَى وَثَلَاثِينَ وَمِائَتَيْنِ.

## روايته للحديث النبوي
- روى عن: أبي بكر بن عياش بن سالم الأسدي، وأبي عبد الله مروان بن معاوية الفزاري، وأبي بشر إسماعيل بن إبراهيم بن علية الأسدي البصري، وأبي محمد عبد الله بن إدريس الأودي الكوفي، وأبي الحسن علي بن عثام بن علي بن الوليد العامري الكلابي الكوفي، وأبي يحيى معن بن عيسى بن يحيى بن دينار الأشجعي المدني وغيرهم.[1]

- روى عنه: أبو حاتم الرازي، وأبو زرعة الرازي، أبو عيسى الترمذي، وأبو عبد الرحمن بقي بن مخلد بن يزيد القرطبي وغيرهم.[1]

اتفقا على الرواية عنه في الصحيحين، روى عنه البُخَارِيّ فِي أول الْجِهَاد، وروى عنه مسلم في كتاب الإيمان. وقال ابن أبي حاتم الرازي: سمعت أبي يقول: يوسف بن يعقوب الصفار ثقة، مات سنة إحدى وثلاثين ومائتين فيما ذكر أبو داود عن أبي العباس الأحول. وذكره محمد بن سعد في كتاب «الطبقات الكبير» في الطبقة التاسعة من أهل الكوفة، ولم يورد له شيئًا.